# ロニー・ヴァヌッチィ
ロニー・ヴァヌッチィ（Ronnie Vannucci、1976年2月15日 - ）は、アメリカ合衆国のロックバンド、ザ・キラーズ、ビック・トークのドラマーである。

## 来歴
1976年2月15日、ネバダ州ラスベガスでイタリア、フランス、ドイツの祖先を持つアメリカ人の両親の間で生まれた。6歳の頃に太鼓を始める。彼は中学校のジャズアンサンブルの一部であり、後にクラーク高校と西部高校の両方に通った。様々な地元のバンドでメンバーとして活動していた。最初に所属していたバンドはパープルダートである。2004年にザ・キラーズのドラマーとしてデビューした。2018年からプロジェクト、ビック・トークの活動を始める。

## 使用機材
- Craviotto drums
- DW 9000 Series pedals
- hardware with Zildjian cymbals
- Remo drum heads

シンバル
- 16" A Avedis Hi Hats
- 22" A Avedis Crash/Ride with Rivets
- 24" A Avedis Ride
- 22" A Avedis Crash/Ride
- 22" A Swish Knocker with Rivets

セットアップ
- 24x15 bass drum
- 14x7 snare drum
- 13x9 rack tom
- 16x16 floor tom
- 18x16 floor tom

## ディスコグラフィ

### 参加作品
- "Departure" - Mt. Desolation (2010)
- "Midnight Ghost" - Mt. Desolation (2010)
- "Playing with Fire" - Brandon Flowers (2010)
- "Untangled Love" - Brandon Flowers (2015)

## 受賞とノミネート
- University of Nevada Las Vegas College of Fine Arts Alumnus of the  Year and Hall of Fame Inductee (2014)
- Modern Drummers Reader Poll (2007) - Winner
- Modern Drummers Reader Poll (2006) - Winner